# Vrhpeč
Vrhpeč je naselje u slovenskoj Općini Mirnoj Peči. Vrhpeč se nalazi u pokrajini Dolenjskoj i statističkoj regiji Jugoistočnoj Sloveniji. 

## Stanovništvo
Prema popisu stanovništva iz 2002. godine naselje je imalo 67 stanovnika.